# Lymphangiomatosis
Lymphangiomatosis ist ein seltener Krankheitszustand, der durch eine diffuse Wucherung von Lymphgefäßen charakterisiert ist. Dies kann interne Organe, Knochen, Weichgewebe und die Haut betreffen. Die stärkste Verbreitung findet man bei Kindern und jungen Erwachsenen. Symptome und Heilungschancen variieren stark zwischen den Individuen und in Abhängigkeit von den betroffenen Organen. Auch wenn noch wenig über die Ursachen bekannt ist, so wird vermutet, dass es sich um ein seltenes Fehlwachstum handelt, das in einer abnormalen Entwicklung des lymphatischen Systems resultiert.
Der Name Lymphangiomatosis hat seinen Ursprung in den Wörtern lymph- (Beschreibung des lymphatischen Systems), -angio- (Gefäß), -oma- (Tumor bzw. Zyste), -tosis (Zustand). Andere Namen für diese oder ähnliche Krankheiten lauten:  allgemeines Lymphangiom, systemische zystische Angiomatose, multiple Lymphangiectasias, allgemeine bzw. diffuse lymphatische Fehlbildung, allgemeine lymphatische Anomalie.
Eine einzelne Ansammlung von Lymphgefäßen oder Zysten nennt man Lymphangiom. Lymphangiomatosis beschreibt Fälle, wo ein Lymphangiom nicht als singuläre Masse vorliegt, sondern wo die Störung weitverbreitet oder an verschiedenen Stellen vorliegt (z. B. wenn verschiedene Körperteile betroffen sind).
Die allgemeine Lymphangiomatosis wurde erstmals 1828 beschrieben.

## Zeichen und Symptome
Fast jeder Teil des Körpers kann von Lymphangiomatosis betroffen sein. Nur das zentrale Nervensystem wird wegen fehlender Lymphgefäße nicht befallen. Zeichen und Symptome sind abhängig vom Körperbereich, der betroffen ist.
Es können folgende Probleme auftreten: pericardiale Ergüsse (Flüssigkeit im Herzbereich), pleurale Ergüsse (Flüssigkeit im Bereich der Lungenhöhle), Ascites (Flüssigkeit in der Bauchhöhle), Knochenbrüche, Hautläsionen, Fieber und interne Blutungen. Die Ergußflüssigkeit ist vom Typ her chylous (milchig). Symptome beinhalten Kurzatmigkeit, Husten, Probleme beim Einatmen, massive Schmerzen im Bauch- und Beckenbereich, sowie Lymphödeme (Schwellungen). Einige Patienten haben zwar keine Symptome, zeigen aber Auffälligkeiten in diversen Bildgebungsverfahren.

## Diagnose
Aktuell existiert kein Standard für die Diagnose dieser Krankheit. Die Symptome, das klinische Erscheinungsbild und typische radiographische Funde helfen bei der Diagnose. Eine Biopsie ist die beste Methode, aber nicht in jedem Fall möglich.
Ganzkörper-MRT bietet gute Möglichkeiten, die Ausbreitung der Krankheit zu bestimmen. MRT liefert bessere Resultate im Vergleich zu CT-Scans.
Lymphangiomatosis kann mit anderen Krankheiten verwechselt werden, wie z. B. lymphatic displasia, lymphangiectasis und die ähnlich klingende Lymphangioleiomyomatosis (LAM). LAM tritt hauptsächlich bei Frauen im gebärfähigen Alter auf.

## Andere Krankheiten, die mit Lymphangiomatosis in Verbindung stehen
Bei der Gorham-Stout-Krankheit wachsen Lymphgefäße in Knochen hinein, was meist mit deren Auflösung verbunden ist. Viele Patienten sind von beiden Krankheitsbildern betroffen, was eine genaue Abgrenzung erschwert. Jedoch gibt es auch Fälle, bei denen Patienten ausschließlich mit Lymphangiomatosis bzw. ausschließlich mit der Gorham-Stout-Krankheit diagnostiziert werden. Siehe auch das seltene Hennekam-Syndrom.

## Behandlungsmöglichkeiten
Falls das abnorme lymphatische Gewebe durch Operation entfernt werden kann, dann ist eine Heilung möglich. Wegen des infiltrierenden Verhaltens der Lymphgefäße bei der Lymphangiomatosis kann das Problem bei den meisten Patienten jedoch nicht per Operation gelöst werden. Die Behandlung fokussiert sich daher oftmals auf eine Linderung der Symptome und versucht, ein Fortschreiten der Krankheit einzudämmen.
Vaskuläre endothele Wachstumsfaktoren sind bekannt dafür, das Wachstum der Lymphgefäße zu regulieren. Das Protein VEGFR3 ist zum Teil wichtig bei der Ausbildung des lymphatischen Systems. Dies bedeutet, dass die Behandlung mit vaskulären Wachstumshemmern das Fortschreiten der Krankheit eindämmen kann.
Ein weites Spektrum zusätzlicher Behandlungen wurden angewendet. Diese beinhalten:
- Drainage des Raumes um die Lungenflügel und um das Herz (pleurale und pericardiale Drainage)
- Pleurodesis (Prozedur, um den Raum um die Lungenflügel zur Vermeidung von Flüssigkeitsansammlungen zu beschränken)
- eingeschränkte Diät, die eine Fettaufnahme vermeidet (außer mittelkettiger Triglyceride)
- medikamentöse Behandlung mit: Methylprednisilone, Bisphosphonaten, alpha Interferon, Chlorambucil/Etoposide, neuere Medikation je nach Typ (genetische Untersuchung anhand einer Gewebeprobe aus dem betroffenen Areal sinnvoll, aber bei manchen zur Triggerung der Läsionen führend!): Rapamycin, Apelisib oder  Trametinib.
- Radiotherapie
- Amputation
- Lungentransplantation

## Prognose
Die Tumore, welche diese Krankheit produziert, sind zwar nicht metastatisch wie Krebs, breiten sich aber trotzdem oftmals im Laufe der Zeit aus.
Die Prognose hängt vom befallenen Gewebe und der Verbreitung ab. Falls viel Weichgewebe betroffen ist, sowie beim Vorliegen eines Chylothorax (Lymphflüssigkeit in der Lungenhöhle), dann ist die Prognose im Allgemeinen relativ schlecht. Solange nur Extremitäten betroffen sind, ist die Prognose meist besser.

## Forschung
Bisher ist relativ wenig über diese seltene Krankheit bekannt und es existieren bisher keine größeren Forschungsprojekte bei Patienten mit dieser Krankheit. Fallberichte stellen das primäre Format der bisherigen Publikationen dar, und zwar bei Lymphangiomatosis und der Gorham-Krankheit. Die Anzahl der betroffenen Patienten ist unbekannt, da nicht für jeden Fallberichte veröffentlicht werden.